# هوگی کارمایکل
هوگلند هاوارد «هوگی» کارمایکل (به انگلیسی: Howard Hoagland "Hoagy" Carmichael) (۱۸۹۹-۱۹۸۱) خواننده، ترانه‌سرا و بازیگر آمریکایی بود.
مشهورترین اثر او آهنگ «استارداست» است که گفته می‌شود پُراجراترین آهنگ آمریکایی است.
او در ۱۴ فیلم بازی کرد که معروف‌ترین آن‌ها داشتن و نداشتن (۱۹۴۴) با شرکت هامفری بوگارت و لورن باکال بود. در اغلب فیلم‌هایی که بازی کرد نقش پیانیست را داشت و آهنگ‌های ساخته خودش را اجرا می‌کرد.